# Piarres Lartzabal
Piarres Lartzabal Carrera o Piarres Larzabal Carrera (Azkaine, Lapurdi, 1915 - Ziburu, 1988) va ser un sacerdot i escriptor en èuscar. El 1926, marxà a estudir a Hazparne els mestres d'aquesta localitat igual que els del seu poble natal li prohibien parlar en basc. El 1934 publicà, en la revista Gure Herria, el seu primer teatre en euskara: Irri eta Nigar ("Somriure i Llàgrima" en català). En 1939, quan ja era vicari d'Hazparne, va començar la Segona Guerra Mundial i fou enviat al front.

## Obra

### Teatre
1. Antzerki laburrak (1934-1966).
2. Etxahun (1951, Ed. Herria)
3. Bordaxuri (1952, Auspoa)
4. Portu Txoko (1954)
5. Mugari tiro (1959)
6. Herriko botzak (1962, Auspoa)
7. Iru ziren (1962, Auspoa)
8. Ihauteriak (1962, Egilea editore)
9. Paper mende (1964)
10. Sarako lorea (1964)
11. Senperen gertatua (1964, Auspoa)
12. Orreaga. Pastorala gisarako ikusgarria (1964, Goiztiri)
13. Lana eri (1965)
14. Suediako neskatxa (1965)
15. Hilla esposatu (1965, Auspoa)
16. Ibañeta (1968, Egilea editore)
17. Lartaun. Pastorala antzeko antzerkia (1969)
18. Roxali (1970, Egilea editore)
19. Matalas (1984, E.J. Antzerki)

### Altres
- Ipuin eta ixtorio (1930-1964).
- Hitzaldi eta mintzaldi (1955-1988)